# Гомберг (Вестервальд)
Гомберг (нім. Homberg) — громада в Німеччині, розташована в землі Рейнланд-Пфальц. Входить до складу району Вестервальд. Складова частина об'єднання громад Реннерод.
Площа — 2,16 км2. Населення становить 173 ос. (станом на 31 грудня 2020).